# Bevo HC
Maillots
Le Bevo HC est un club de handball, situé à Peel en Maas aux Pays-Bas, évoluant en Championnat des Pays-Bas.

## Histoire
Fondé en 1987, le Bevo HC est issu de la fusion entre les deux clubs du HV Bevo et du HV Heldia.
La première grande performance de Bevo fut lors de la saison 2000/2001 où le club réussit à arriver en finale de la Coupe des Pays-Bas où ils furent défaits par le HV Sittardia.
Bevo se rehissa en finale de la Coupe de Pays-Bas en 2004 et fut une nouvelle fois éliminé mais cette fois par le HV Fiqas Aalsmeer .
En 2004, grâce à cette arrivé en finale, le club entreprend ses débuts en coupe d'Europe où ils se font éliminer au deuxième tour de la coupe des coupes par l'US Ivry sur un total de 63 à 44 (33-26;30-18).
Lors de cette même saison 2004/2005, Bevo fut une nouvelle fois éliminé de la Coupe mais cette fois par le HV Tachos Waalwijk.
Grâce à cette finale, le Bevo entreprend son deuxième parcours, lors de la saison 2005/2006, où en Coupe EHF, il élimine les kosovars du KH Besa Famiglia, puis se fait éliminer par le club turc du Beşiktaş JK.
Lors de la saison 2006/2007, le club se hissa pour la quatrième fois de son histoire, en finale de la Coupe des Pays-Bas et pour également la quatrième fois, il se fait éliminer, par les tenants du titre, le HV KRAS/Volendam.
La saison suivante, le club reparticipe à la Coupe des coupes où ils se font éliminer par les portugais du FC Porto Vitalis lors du deuxième tour.
Alors que durant cette même saison, l'Eurotech Bevo HC participe à la première édition de la BeNe Liga où après avoir remporté les deux matchs face au Sporting Neerpelt sur un total de 67 à 54.
Bevo réussit à venir à bout du United HC Tongeren puisqu'ils remportèrent le match 32 à 35 en demi-finale et donc se retrouva en finale où ils s'inclinèrent sur le score de 24 à 31 face au KV Sasja HC Hoboken.
Enfin, cette saison se ponctua avec une nouvelle défaite en finale de la Coupe des Pays-Bas face au HV Fiqas Aalsmeer.
La saison 2008/2009 se termina par une deuxième place en Championnat, une place de dauphin du HV Fiqas Aalsmeer.
Et donc cette place de dauphin permit à Bevo de participer à la Coupe EHF où le club se fit éliminer au premier tour par les Bosniens du RK Borac Banja Luka alors qu'en BeNe Liga, Bevo termine avant-dernier, devant le KV Sasja HC Hoboken.
Par après, le club vécut une crise puisque les résultats régressèrent avec une troisième place lors de la saison 2009/2010, une septième place lors de la saison 2010/2011, une cinquième place lors de la saison 2011/2012 et une nouvelle septième lors de la saison 2012-2013.
Mais le Targos Bevo HC, revient en force à l'issue de la saison 2013-2014 puisqu'il réussit à se qualifier aux Play-offs lors de la saison régulière avec une quatrième place, des Play-offs où Bevo termine deuxième du groupe B et se qualifie pour les demi-finales du championnat où le Targos Bevo HC doit affronter le HV Fiqas Aalsmeer qu'il réussit à éliminer sur le score étriqué de 50 à 49 (26-27;22-24).
En finale du championnat, Bevo se retrouve face à l'OCI Limburg Lions Geleen, dans ce derby limbourgeois, Bevo s'offre le titre de champion grâce à deux victoires sur trois face à lions.
Et ainsi Bevo remporte le premier titre de son histoire et se qualifie pour la première fois à la Ligue des champions, où il dispute le Tournoi de qualification I à Brest en Biélorussie.
Lors de ce tournoi, Bevo s'incline face aux locaux du HC Meshkov Brest, 36 à 23 et donc dispute le match pour la troisième place mais s'incline également face cette fois, aux serbes du RK Vojvodina Novi Sad, 25 à 30.
Malgré une quatrième et dernière place, Bevo se retrouve relégué en Coupe EHF 2014-2015 où ils se font éliminer au deuxième tour par les Slovaques du HC Topoľčany.
Alors qu'en mars la Fédération luxembourgeoise de handball (FLH) annonce le retrait de ses clubs en Benelux liga, cette décision fait suite au comportement des dirigeants néerlandais qui a exaspéré les clubs luxembourgeois. Le manque de confiance entre les différentes fédérations a ainsi mis un terme au projet de la Ligue du Benelux.
C'est alors non pas une BeNeLux League mais une BeNe League qui aura lieu.
Dans cette nouvelle compétition, le Bevo parvient à se qualifier pour le Final Four en terminant quatrième avec 15 points.
Le 7 février, à la Sporthal Alverberg de Hasselt, lieu du Final Four, le Targos Bevo HC se retrouve opposé au premier, le United HC Tongeren qui, après une rencontre très disputée se ponctuant sur le score de 32 à 33, Bevo atteint la finale où il retrouve l'OCI Limburg Lions Geleen mais sont battus 25 à 27.

## Palmarès
Le tableau suivant récapitule les performances du Targos Bevo Handbal Club dans les diverses compétitions néerlandaise et européennes
| Compétitions internationales                     | Compétitions nationales |
| - BeNe league : - Deuxième: 2007/2008, 2014-2015 | - Championnat des Pays-Bas (1): 2013/2014 - Deuxième : 2008/2009 - Coupe de Pays-Bas - Deuxième : 2000/2001, 2003/2004, 2004/2005, 2006/2007, 2007/2008 |

### Parcours
| Saison    | Classement | Coupe des Pays-Bas | BeNe League    | Europe       |
| 2007-2008 | ?          | 2                  | 2              | CVC:2e tour  |
| 2008-2009 | 2          | ?                  | /              | -            |
| 2009-2010 | 3          | ?                  | /              | EHF:1er tour |
| 2010-2011 | 7          | ?                  | 6e du groupe A | -            |
| 2011-2012 | 5          | ?                  | /              | -            |
| 2012-2013 | 7          | ?                  | /              | -            |
| 2013-2014 | 1          | ?                  | /              | -            |
| 2014-2015 |            |                    | 2              | EHF:2e tour  |

## Effectif actuel
| #  | nom                    | nationalité | position       | Sélection |
| -- | ---------------------- | ----------- | -------------- | --------- |
| 8  | Pim Augustinus         | Pays-Bas    | Arrière droit  | Pays-Bas  |
| 14 | Sonni de Jonge         | Pays-Bas    | Demi-centre    |           |
| 9  | Nick de Kuyper         | Pays-Bas    | Arrière        | Pays-Bas  |
| 2  | Max de Lange           | Pays-Bas    | Arrière gauche |           |
| 15 | Merijn Haenen          | Pays-Bas    | Ailier droit   |           |
| 10 | Robin Jansen           | Pays-Bas    | Arrière gauche |           |
| 3  | Ephrahim Jerry         | Pays-Bas    | Arrière gauche |           |
| 23 | Niek Jordens           | Pays-Bas    | Pivot          |           |
| 13 | Ron Klemann            | Pays-Bas    | Arrière        |           |
| 5  | Bram Knippenbergh      | Pays-Bas    | Arrière        |           |
| 79 | Dario Polman           | Pays-Bas    | Demi-centre    | Pays-Bas  |
| 1  | Bart Ravensbergen      | Pays-Bas    | Gardien de but | Pays-Bas  |
| 4  | Robin Smits            | Pays-Bas    | Arrière gauche |           |
| 69 | Karim Tamim            | Suisse      | Pivot          |           |
| 24 | Thijs van de Mortel    | Pays-Bas    | Gardien de but |           |
| 18 | Jeroen van den Beucken | Pays-Bas    | Ailier gauche  | Pays-Bas  |
| 16 | Mark van den Beucken   | Pays-Bas    | Gardien de but |           |
| 14 | Nick van den Beucken   | Pays-Bas    | Arrière gauche |           |
| 12 | Bram van Grunsven      | Pays-Bas    | Gardien de but |           |
| 11 | Daan Versleeuwen       | Pays-Bas    | Arrière droit  |           |
| 13 | Dennis Vlijm           | Pays-Bas    | Ailier gauche  |           |
| 7  | Eelco Weevers          | Pays-Bas    | Ailier droit   |           |